# Bakonycsernye
Bakonycsernye là một thị trấn thuộc hạt Fejér, Hungary. Thị trấn này có diện tích 38,13 km², dân số năm 2010 là 3118 người, mật độ 82 người/km².